# Ramy El-Dardiry
Ramy El-Dardiry (1985) is een Nederlands schrijver. Zijn debuut Tussen morgenzee en avondland uit 2023 werd in datzelfde jaar bekroond met De Bronzen Uil, een prijs voor de beste Nederlandstalige debuutroman.

## Biografie
El-Dardiry’s vader is afkomstig van de Egyptische havenstad Alexandrië. Ramy groeide met zijn twee broers op in het Nederlandse Milsbeek en studeerde natuurkunde aan de Universiteit Twente. Na een carrière in het bedrijfsleven ging El-Dardiry aan de slag bij de Nederlandse overheid als onderzoeker. Hij was ongeveer drie jaar in dienst bij het Centraal Planbureau en werkt sinds 2022 bij de Wetenschappelijke Raad voor het Regeringsbeleid (WRR), die regering en parlement adviseert over uiteenlopende beleidsterreinen.
Rond 2008 begon El-Dardiry met het schrijven van kortverhalen, die in onder meer de krant NRC en de literaire tijdschriften De Gids, Kluger Hans en Liter verschenen. In 2020 ontving hij de El Hizjra-Literatuurprijs voor zijn verhaal Van smetten vrij. 
El-Dardiry schreef twee jaar aan zijn debuutroman Tussen morgenzee en avondland dat in april 2023 werd uitgebracht bij uitgeverij Querido. Het verhaal gaat over een Egyptisch-Nederlandse familie met als insteek dat een multiculturele samenleving best kan lukken. De jury van de Bronzen Uil 2023 omschreef het winnende boek als volgt: Met personages in een ongemakkelijke spreidstand tussen de normen en waarden van verschillende werelden. Verhalen over twijfel en hoop, over achterlaten en verder zoeken. Dikwijls zo diep persoonlijk beschreven dat het autobiografische heel dichtbij lijkt.
El-Dardiry woont met zijn vrouw en drie kinderen in de Randstad.

## Onderscheidingen
- 2020 - El Hizjra-Literatuurprijs (categorie proza) - Van smetten vrij - kortverhaal
- 2023 - de Bronzen Uil - Tussen morgenzee en avondland - debuutroman

- Gemeinsame Normdatei: 120665127X
- International Standard Name Identifier: 0000 0005 1335 3806
- Nederlandse Thesaurus van Auteursnamen: 439036844
- Virtual International Authority File: 4557158491037111920003